# Nova Milanese
Nova Milanese är en ort och kommun i provinsen Monza e Brianza i regionen Lombardiet i Italien. Kommunen hade 23 514 invånare (2018).